# Dépôt de vaisselle de bronze d'Évans

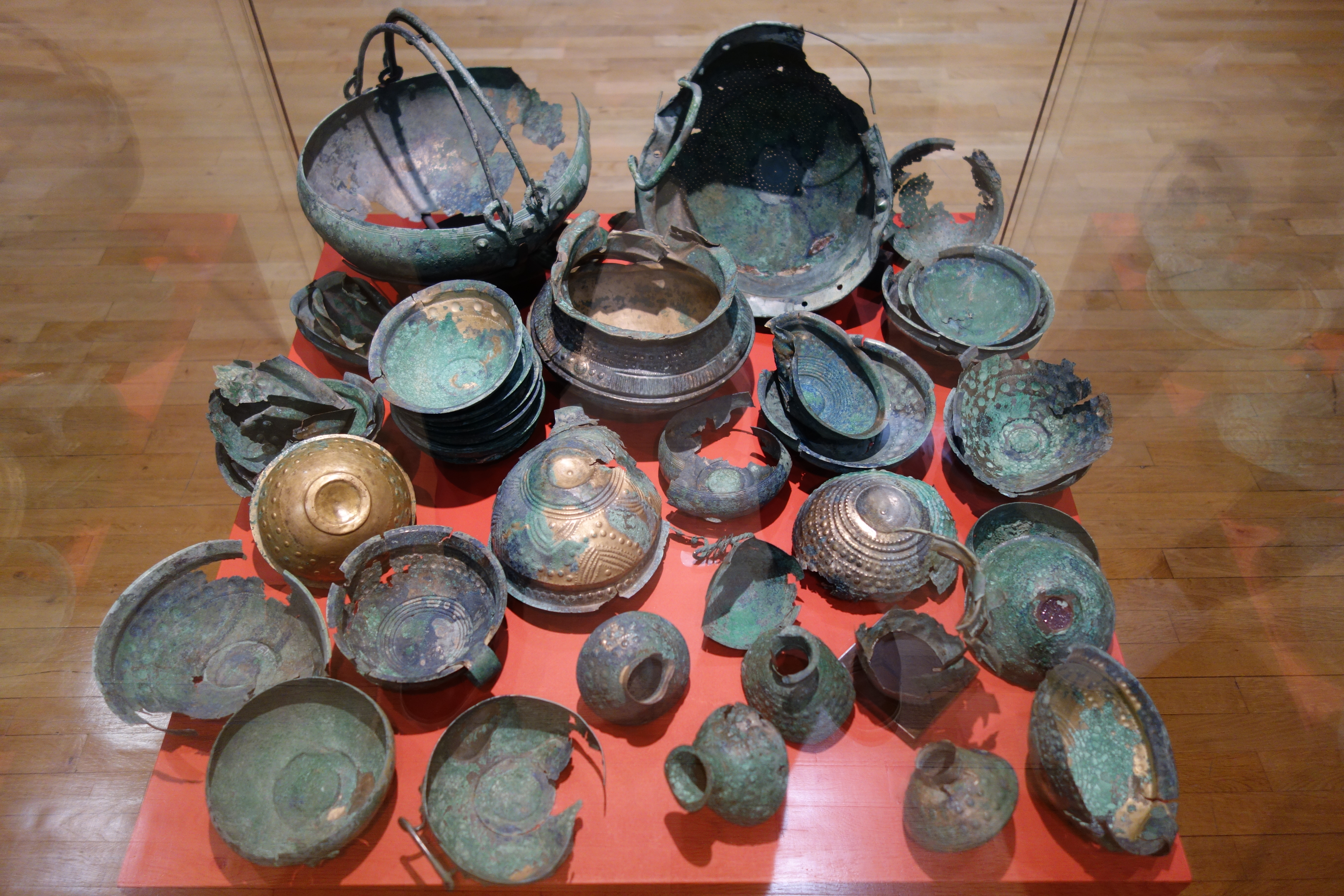
Le dépôt de vaisselle de bronze d'Évans exposé au Musée de Lons-le-Saunier

Le dépôt de vaisselle de bronze d'Évans est un ensemble de pièces de vaisselle de bronze datant des environs de 950 av. J.-C. découvert en 1998 à Évans en France, dans le département du Jura.

## Historique
Les vaisselles ont été découvertes au fond d'une doline à environ 1,50 m de profondeur.
C'est en décapant l'épaisse couche de terre végétale au centre de la doline (presque 8 m d'épaisseur de terre arable au centre) qu'une vingtaine de récipients de bronze ont été arrachés du sol par le godet d'une pelle mécanique. Il s'agissait de tasses de Kirkendrup ou Jenisovice, d'un chaudron à deux anses à attaches doubles cruciformes, d'une grande passoire, de fiasques de type Blanot et d'un grand vase biconique.
Un des deux découvreurs du dépôt, enseignant devenu depuis prospecteur bénévole en archéologie, a procédé ensuite à de nombreuses fouilles sur le site, recueillant au total une cinquantaine de récipients.
Évans est ainsi devenu le plus important dépôt de vaisselle de bronze en Europe.
Ce service de vaisselle complet permettait de préparer, filtrer et distribuer un breuvage à plusieurs dizaines de personnes. Il est daté du milieu du Xe siècle av. J.-C.
Si la plus grande partie des pièces provient d'Europe de l'Est (le chaudron, connu seulement à 3 exemplaires, et les tasses de Kirkendrup), les fiasques semblent provenir d'un atelier de l'est de la France (peut-être de la vallée de la Saône).
L'ensemble de ce mobilier, que les découvreurs ont absolument voulu conserver dans sa région d'origine, et en un seul lot, a été acquis par le musée de Lons-le-Saunier (Jura) où il est exposé après plus de 8 années d'études et de restauration.